# Iwan Bołotnikow
Iwan Bołotnikow (ros. Ива́н Иса́евич Боло́тников; ur. 1565, zm. 1608 w Kargopolu) – przywódca powstania chłopskiego w carskiej Rosji w latach 1606–1607, zwanego powstaniem Bołotnikowa.
Iwan Bołotnikow był chłopem, który uciekł na południe Rosji, na Kozaczyznę. Według innej wersji, pochodził z drobnej szlachty. Tam został schwytany przez Tatarów i sprzedany do Turcji. Po ucieczce trafił do Wenecji, a stamtąd przez Polskę do Putywla. Po śmierci cara został organizatorem powstania przeciw uciskowi feudalnemu, w którym głoszono hasła oddania ludowi ziemi i bogactw należących do bojarów oraz planowano osadzić na tronie rosyjskim tzw. dobrego cara. Tym carem miał być Dymitr, cudownie ocalały syn cara Iwana IV. Powstanie miało charakter żywiołowy, do którego oprócz chłopów przyłączyli się Kozacy (terscy, uralscy, dońscy), mieszkańcy miast południowo-zachodniej i centralnej Rosji, średnia i drobna szlachta riazańska i tulska, a nawet Tatarzy krymscy i nogajscy. 
Po upadku powstania, Iwana Bołotnikowa przewieziono do Kargopola, gdzie po oślepieniu został utopiony.